# 인페르노 (운영체제)
인페르노(Inferno)는 벨 연구소에서 시작된 분산 운영체제이지만 현재 자유 소프트웨어로서 Vita Nuova Holdings가 개발을 맡고 있다. 인페르노는 플랜 9에서의 경험, 벨 연구소의 운영체제, 언어, 컴파일러, 그래픽, 보안, 네트워킹 및 이식에 대한 추후 연구를 바탕으로 만든 것이다. 운영체제의 이름과 그와 관련한 프로그램들 다수, 또 현재 기업의 해당 소유물들은 단테 알리기에리의 신곡에 영향을 받았다.

## 디자인의 원칙
인페르노는 1995년에 벨 연구소 컴퓨터 과학 연구부원들이 플랜 9에서 얻은 아이디어를 더 다양한 기기의 네트워크에 적용할 목적으로 처음 만들어졌다. 인페르노는 플랜 9의 세 가지 기본 원칙에 기반을 둔 분산 운영체제이다.
- 파일로서의 리소스: 모든 리소스는 계층적 파일 시스템 안의 파일로 표현된다.
- 이름공간
- 표준 통신 프로토콜: Styx라 불리는 표준 프로토콜은 로컬, 원격 위치에 있는 모든 리소스에 접근하는 데 쓰인다.

## 출시 역사
| 출시일     | 출시판                      | 주석 |
| ---------- | --------------------------- | --- |
| 1996년     | 인페르노 베타(Inferno Beta) | 벨 연구소가 출시                                                                                         |
| 1997년 5월 | 인페르노 1.0                | 1997년 겨울 벨 연구소 기술 저널 문건                                                                     |
| 1999년 7월 | 인페르노 제2판              | Lucent's Inferno Business Unit가 출시                                                                    |
| 2001년 6월 | 인페르노 제3판              | Vitanuova가 출시                                                                                         |
| 2004년     | 인페르노 제4판              | 오픈 소스로 출시. 수많은 인터페이스에 대한 변경(이전 에디션과는 호환되지 않음), 9P2000에 대한 지원 추가. |

## 이식
인페르노는 네이티브 하드웨어에서 직접 구동할 수 있고, 다른 플랫폼 위에서 실행되는 가상 운영체제를 제공하는 응용 프로그램으로도 구동이 가능하다. 응용 프로그램들은 수정이나 다시 컴파일하는 절차 없이도 모든 인페르노 플랫폼에서 개발하여 구동할 수 있다.
네이티브 포팅으로는 x86, MIPS, ARM, PowerPC, SPARC가 있다.
호스트 또는 가상 OS 포팅으로는 마이크로소프트 윈도우, GNU/리눅스, FreeBSD, 플랜 9, 맥 OS X, 솔라리스, IRIX, 유닉스웨어가 있다.
인페르노는 인터넷 익스플로러의 플러그인으로 호스팅할 수 있다. Vita Nuova는 다른 브라우저에 대한 플러그인은 개발 중이라고 밝혔으나 아직 출시된 적은 없다.
인페르노는 오픈모코, 닌텐도 DS, SheevaPlug, 안드로이드.에도 이식되었다.

## 라이선스
인페르노 제4판은 2005년 초에 자유 소프트웨어로 출시되었다. 더 구체적으로 말해, 두 개의 라이선스로 허가되었다. 사용자들은 자유 소프트웨어 라이선스로 인페르노를 이용하거나 사유 라이선스로 이용할 수도 있다. 자유 소프트웨어 라이선스로 이용할 경우, 각기 다른 시스템 일부가 GNU GPL, GNU LGPL, Lucent Public License, MIT 라이선스를 비롯한 여러 라이선스에 적용을 받는다. 최종적으로 Vita Nuova는 Bigelow and Holmes로부터 라이선스받은 글꼴들을 제외한 전체 시스템을 GPLv2로 이용할 수 있게 하였다.

## 관련 서적
- Stanley-Marbell, Phillip (2003). 《Inferno Programming with Limbo》. Chichester: John Wiley & Sons. 다음 글자 무시됨: ‘ ISBN 0-470-84352-7 ’ (도움말)
- Stuart, Brian (2008). 《Principles of Operating Systems: Design and Applications》. Course Technology. ISBN 1-4188-3769-5.
- Atkins, Martin; Forsyth, Charles; Pike, Rob; Trickey, Howard. 《The Inferno Programming Book: An Introduction to Programming for the Inferno Distributed System》.

## 같이 보기
- 플랜 9
- 유닉스
- JNode